# Francesco Angelo Facchini
Pour les articles homonymes, voir Facchini.
Francesco Angelo Facchini est un médecin et un botaniste italien, né le 24 octobre 1788 à Forno di Fiemme (Trentin) et mort le 6 octobre 1852 à San Giovanni di Fassa (Trentin).

## Biographie
Ce fils de paysan aisé fait ses études élémentaires à Forno, puis à Cavalese et à Carana de 1803 à 1805. Il part alors à Trente pour y étudier les humanités. Afin de perfectionner sa maîtrise de l’allemand et sa formation, il part d’abord à Innsbruck de 1806 à 1808 puis à Munich où il étudie la physique, la philologie. Il y obtient, probablement mais certaines sources le contestent, il obtient une licence de philosophie.
En 1813, il décide d’étudier la médecine, notamment parce que cela lui permet de faire de la botanique. À partir de décembre 1814, il étudie à Padoue et à Pavie. Son père décède alors. Il consacre son héritage à la poursuite de ses études. Les sources sont incertaines sur le lieu et la date de son obtention de diplôme de docteur en médecine comme de l’exercice de la médecine (Padoue ou Pavie, 1815 ou avant cette date).
Il revient dans sa région natale en 1817 et y exerce la médecine mais aussi l’art vétérinaire. En 1821, il s’installe à Vigo di Fassa. En 1837, il s’établit à Moena et abandonne presque totalement la pratique médicale pour se consacrer presque entièrement à la botanique. Il fait paraître en 1838 son Memoria contenente alcune considerazioni geologico-botaniche sopra la valle di Fassa e di Fiemme nel Tirolo italiano. Il reçoit, le 7 août 1841, la visite du roi Frédéric-Auguste II de Saxe (1797-1854).
Les sociétés de botanique d’Altenbourg et de Ratisbonne le récompense d’un diplôme en 1842, pour la première, et 1845, pour la seconde. Il meurt brusquement d’une tumeur à l’estomac. Il lègue ses documents scientifiques à Francesco Ambrosi (1821-1897). Son œuvre posthume, Flora Tiroliae cisalpinae, est publié par les soins de Franz von Hausmann zu Stetten (1810-1878) en 1855 (et republiée en 1989).